# Cristianismo en el siglo IX

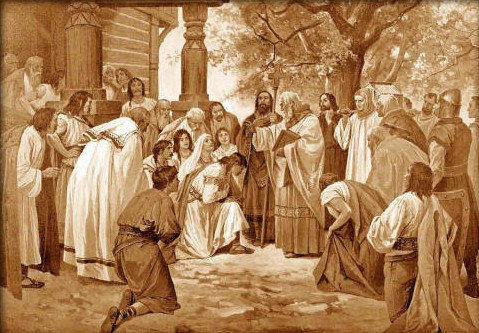
Los hermanos Cirilo y Metodio llevan el cristianismo a los pueblos eslavos.

En el siglo IX, el cristianismo se extendía por toda Europa, promoviéndose especialmente en el Imperio Carolingio, sus vecinos orientales, Escandinavia y el norte de España.
En el año 800, Carlomagno fue coronado como emperador del Sacro Imperio Romano Germánico, lo que dio continuidad al  cisma fociano.

## Renacimiento carolingio
El día de Navidad del año 800, el patriarca romano Leo III coronó a Carlos, hijo mayor de Pepino el Breve, como "Emperador del Sacro Imperio Romano", negando en esencia el estatus de emperatriz bizantina Irene, reinante en Constantinopla. Este acto provocó una importante ruptura diplomática entre los  francos y Constantinopla, así como entre Roma y los demás patriarcas del Oriente. Aunque las desavenencias se solucionaron hasta cierto punto y la Iglesia de Roma en teoría permaneció unida a Constantinopla y al resto de la Iglesia imperial, los caminos culminaron en el Gran Cisma.
Con la coronación de Carlomagno, el papado había adquirido un nuevo protectorado en Occidente. Esto liberó hasta cierto punto a los pontífices del poder del emperador en Constantinopla, pero también condujo a un cisma, porque los emperadores y patriarcas de Constantinopla se interpretaban a sí mismos como los verdaderos descendientes del Imperio Romano que se remontaba a los inicios de la Iglesia. El papa Nicolás I se había negado a reconocer al  patriarca Fotios I de Constantinopla, quien a su vez había atacado al papa como  hereje porque mantenía el filioque en el credo, que se refería al Espíritu Santo que emanaba de Dios Padre y del Hijo. El papado se fortaleció con esta nueva alianza, que a largo plazo creó un nuevo problema a los papas, cuando en la querella de las investiduras los emperadores sucesores trataron de nombrar a los obispos e incluso a los futuros papas.
Carlos siguió con una política de conversión forzosa de todos los súbditos francos a la Iglesia romana, declarando específicamente la lealtad a Roma (en oposición a Constantinopla). La fuerza de los ejércitos francos ayudó a repeler nuevas incursiones de fuerzas musulmanas en Europa. En Occidente se veía a Carlos como el revivificador del Imperio Romano y se le llegó a conocer como Carlos el Grande (Carlomagno en francés). La reunificación de Europa condujo a una mayor prosperidad y a un lento resurgimiento de la cultura y el saber en Europa Occidental. El imperio de Carlomagno pasó a llamarse Sacro Imperio Romano Germánico. La Iglesia de Roma se convirtió en el símbolo central de este imperio.
El Renacimiento carolingio fue un periodo de renacimiento intelectual y cultural durante los siglos VIII y IX, principalmente durante los reinados de Carlomagno y Luis el Piadoso. Se produjo un incremento de la literatura, el artes, la arquitectura, la jurisprudencia, la liturgia y las escrituras. En este periodo también se vio el desarrollo de la minúscula carolingia, antecesora de la moderna escritura en minúsculas, y la estandarización del Latín, que hasta entonces había sido variado e irregular. Para hacer frente a los problemas de analfabetismo entre el clero y los escribas de la corte, Carlomagno fundó escuelas y atrajo a su corte a los hombres más eruditos de toda Europa, como Teodulfo, Pablo Diácono, Angilberto, Paulino de Aquilea y Alcuino de York.
En el siglo IX, en gran parte bajo la inspiración del emperador Carlomagno, la Regla de Benito se convirtió en la guía básica del monacato occidental.

## Teología occidental
Con la división y decadencia del Imperio carolingio, se conservó una notable actividad teológica en algunas de las escuelas catedralicias que habían empezado a destacar bajo él, por ejemplo en Auxerre en el siglo IX o Chartres en el XI. Las influencias intelectuales del mundo árabe (incluidas las obras de autores clásicos conservadas por eruditos islámicos) se filtraron en el Occidente cristiano a través de España, influyendo en teólogos como Gerberto de Aurillac, que llegó a ser el papa Silvestre II y mentor de Otón III. (Otón fue el cuarto gobernante del Sacro Imperio Romano Germánico Otomano, Sacro Imperio Romano Germánico, sucesor del Imperio Carolingio).

## Tensiones entre Oriente y Occidente
En el siglo IX, el Emperador romano de Oriente Miguel III luchó por nombrar a Focio patriarca de Constantinopla, y el papa Nicolás I luchó por mantener allí al Ignacio. Después de que Miguel fuera asesinado, Ignacio fue reinstalado como patriarca sin desafío. Un concilio ecuménico en Constantinopla, celebrado mientras Ignacio era patriarca, anatematizó a Focio. Con la muerte de Ignacio en 877, Focio se convirtió en patriarca, y en 879-880 un segundo concilio ecuménico en Constantinopla anuló la decisión del concilio anterior. Occidente toma sólo el primero como verdaderamente ecuménico y legítimo. Oriente sólo el segundo.

### Cláusula Filioque
Desde el siglo V, la cristiandad se había dividido en una pentarquía de cinco vedados con Roma ostentando la primacía. Esto se determinaba por decisión canónica y no implicaba la hegemonía de ninguna iglesia local o patriarcado sobre los demás. Sin embargo, Roma comenzó a interpretar su primacía en términos de soberanía, como un derecho otorgado por Dios que implicaba la jurisdicción universal en la Iglesia. La naturaleza colegial y conciliar de la Iglesia, en efecto, fue abandonada gradualmente en favor de una supremacía del poder papal ilimitada sobre toda la Iglesia. Estas ideas se expresaron finalmente de forma sistemática en Occidente durante el movimiento de la Reforma Gregoriana del siglo XI.
Esta diferencia fundamental en eclesiología haría fracasar todos los intentos de sanar el cisma y salvar las divisiones. Roma basa sus pretensiones de "verdadera y propia jurisdicción" (como dijo el Concilio Vaticano de 1870) en San Pedro. Esta exégesis "romana" de Mateo 16:18, sin embargo, ha sido inaceptable para los patriarcas de la ortodoxia oriental. Para ellos, en concreto, la primacía de San Pedro nunca podría ser prerrogativa exclusiva de un solo obispo. Todos los obispos deben, como San Pedro, confesar a Jesús como el Cristo y, como tales, todos son sucesores de San Pedro. Las iglesias de Oriente otorgaron a la Sede Romana la primacía pero no la supremacía, siendo el Papa el primero entre iguales pero no infalible ni con autoridad absoluta.
El otro gran irritante para la ortodoxia oriental fue la interpretación occidental de la procesión del Espíritu Santo. Al igual que la primacía, esta cuestión también se desarrolló gradualmente. Esta cuestión teológicamente compleja implicaba la adición por Occidente de la cláusula filioque ("y del Hijo") al Credo. El Credo original sancionado por los concilios y todavía usado hoy por la Iglesia Ortodoxa no contenía esta frase; el texto simplemente dice "el Espíritu Santo, el Señor y Dador de Vida, que procede del Padre". Teológicamente, la interpolación latina era inaceptable para la ortodoxia oriental, ya que implicaba que el Espíritu tenía ahora dos fuentes de origen y procesión, el Padre y el Hijo, en lugar del Padre solo. Se alteró el equilibrio entre las tres personas de la Trinidad y se confundió la comprensión de la Trinidad y de Dios. El resultado, creía la Iglesia ortodoxa, era teológicamente indefendible.
Pero además de la cuestión dogmática que planteaba el filioque, los griegos argumentaban que la frase se había añadido unilateralmente y, por tanto, de forma ilegítima, ya que no se había consultado a Oriente. En última instancia, sólo otro concilio ecuménico podría introducir tal alteración. De hecho, los concilios que redactaron el Credo original habían prohibido expresamente cualquier sustracción o adición al texto.

### Cisma  fociano
La controversia también afectaba a los derechos jurisdiccionales eclesiásticos de Oriente y Occidente en la iglesia búlgara.
Focio hizo una concesión sobre la cuestión de los derechos jurisdiccionales relativos a Bulgaria, y los legados papales se conformaron con su devolución de Bulgaria a Roma. Esta concesión, sin embargo, fue puramente nominal, ya que el retorno de Bulgaria al rito bizantino en 870 ya le había asegurado una iglesia autocéfala. Sin el consentimiento de Boris I de Bulgaria, el papado no podía hacer valer sus pretensiones.

### Justiniano I
La ciudad de Roma se vio envuelta en la agitación y devastación de la guerra peninsular italiana durante la Alta Edad Media. El emperador Justiniano I intentó reafirmar el dominio imperial en Italia contra la aristocracia goda. Las campañas posteriores tuvieron más o menos éxito, y el Exarca imperial se estableció en Rávena para supervisar Italia, aunque en realidad la influencia imperial era a menudo limitada. Sin embargo, la debilitada península experimentó entonces la invasión de los lombardos, y la guerra resultante dejó esencialmente a Roma a su suerte. Así, los papas, por necesidad, se vieron obligados a alimentar la ciudad con grano procedente de las propiedades papales, a negociar tratados, a pagar protección a los señores de la guerra lombardos y, en su defecto, a contratar soldados para defender la ciudad. Finalmente, la falta de ayuda por parte del imperio hizo que los papas buscaran apoyo en otras fuentes, especialmente en los francos.

## Difusión del cristianismo

### Escandinavia
La evangelización temprana en Escandinavia fue iniciada por Ansgar, Arzobispo de Bremen, "Apóstol del Norte". Ansgar, natural de Amiens, fue enviado con un grupo de monjes a Jutlandia Dinamarca hacia el año 820, en tiempos del pro-cristiano Jutlandia rey Harald Klak. La misión sólo tuvo un éxito parcial, y Ansgar regresó dos años más tarde a Alemania, después de que Harald hubiera sido expulsado de su reino. En 829 Ansgar fue a Birka, en el lago Mälaren, Suecia, con su ayudante el fraile Witmar, y en 831 se formó una pequeña congregación que incluía al mayordomo del rey, Hergeir. Sin embargo, la conversión fue lenta y la mayoría de las tierras escandinavas no se cristianizaron completamente hasta la época de gobernantes como  san Canuto IV de Dinamarca y Olaf I de Noruega en los años posteriores al 1000.
El emperador romano alentó las expediciones misioneras de los santos Cirilo y Metodio a las naciones cercanas, entre ellas el califato musulmán, los pueblos túrquicos, jázaros y eslavos de Moravia.

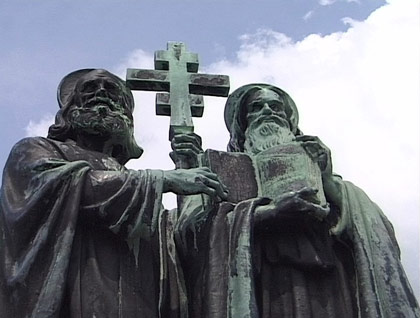
Monumento a San Cirilo y San Metodio en Mt. Radhošť

Aunque en el año 800 Europa occidental estaba gobernada en su totalidad por reyes cristianos, Europa oriental siguió siendo una zona de actividad misionera. El Primer Imperio Búlgaro fue la primera de las naciones de Europa oriental en adoptar el cristianismo como religión de Estado en 868. Poco después declaró su independencia de Constantinopla y Roma. El alfabeto búlgaro se introdujo a finales del siglo IX, y numerosos misioneros búlgaros introdujeron la escritura búlgara entre serbios, rusos, valacos y el resto de pueblos de Europa del Este. La cristianización de la Rus de Kiev en 988 ayudó a extender el cristianismo por toda la Rus de Kiev, estableciendo el cristianismo entre Ucrania, Bielorrusia y Rusia.

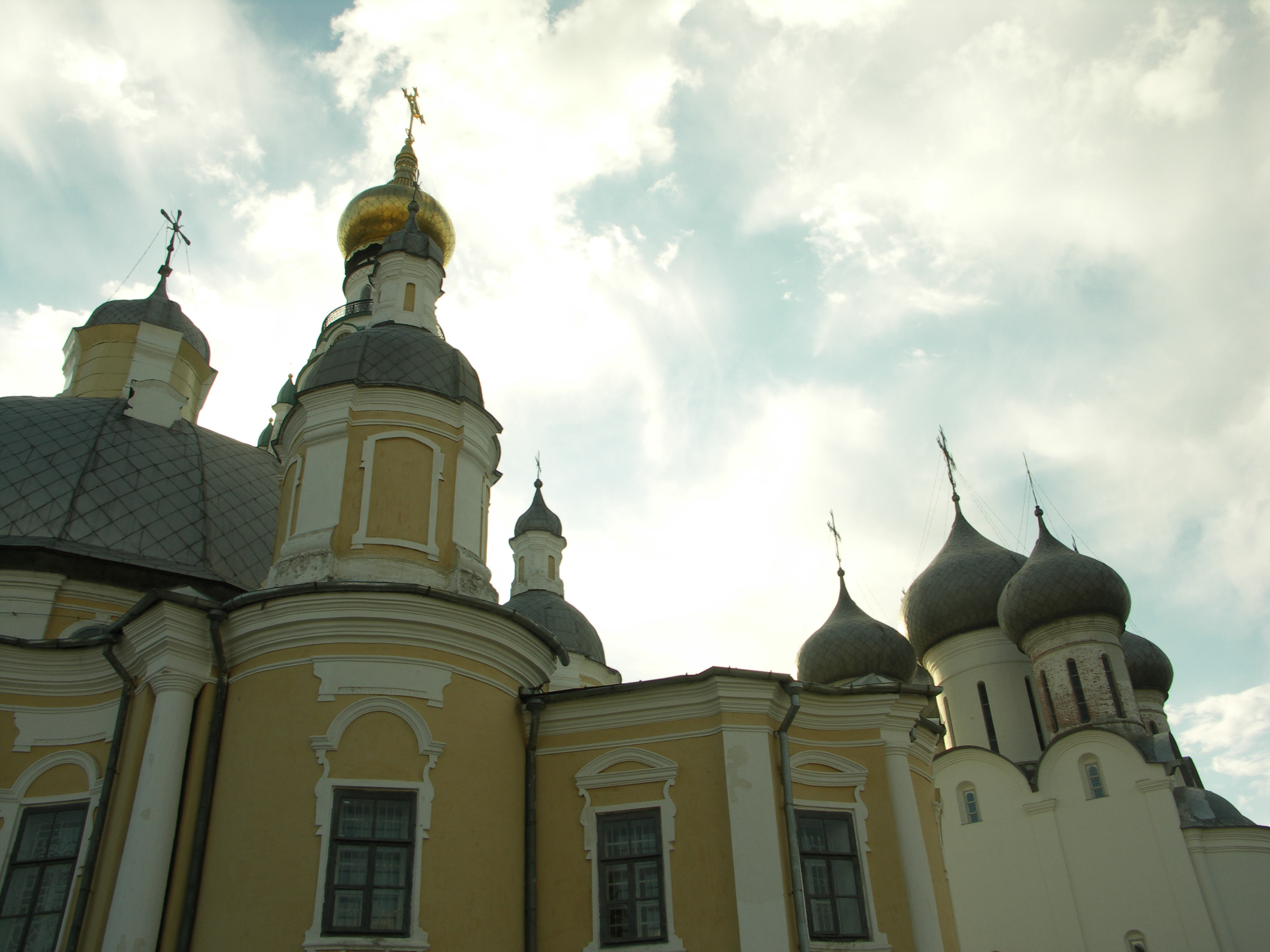
Iglesias ortodoxas en Vologda, Rusia

### Moravia
La evangelización, o cristianización, de los eslavos fue iniciada por uno de los eclesiásticos más eruditos de Bizancio: el patriarca Focio. El emperador bizantino Miguel III eligió a Cirilo y Metodio en respuesta a una petición del rey Rastislav de Moravia, que quería misioneros que pudieran atender a los moravos en su propia lengua. Los dos hermanos hablaban la eslava vernácula local y tradujeron la Biblia y muchos de los libros de oraciones. Como las traducciones preparadas por ellos fueron copiadas por hablantes de otros dialectos, se creó la lengua literaria híbrida eslavo eclesiástico antiguo. Focio ha sido llamado el "Padrino de todos los eslavos". Durante un tiempo, existió la posibilidad real de que todas las naciones eslavas del sur recién bautizadas: Búlgaros, Serbios y Croatas se unieran a la iglesia occidental. Al final, sólo los croatas se unieron a la Iglesia Católica Romana.
En Gran Moravia, Constantino y Metodio se encontraron con misioneros francos procedentes de Alemania, que representaban la rama occidental o latina de la Iglesia y estaban comprometidos con la uniformidad lingüística y cultural. Insistían en el uso de la liturgia latina y consideraban Moravia y los pueblos eslavos residentes como parte de su legítimo campo de misión. Cuando surgieron fricciones, los hermanos, que no querían ser causa de disensión entre los cristianos, viajaron a Roma para véase al Papa, solicitando su aprobación para su labor misionera y el uso de la liturgia búlgara, que les permitiría continuar su trabajo y evitar las disputas entre misioneros sobre el terreno. Constantino ingresó en un monasterio de Roma y adoptó el nombre de Cirilo, con el que se le recuerda actualmente. Sin embargo, murió pocas semanas después.
El papa Adriano II concedió a Metodio el título de arzobispo de Sirmium (actual Sremska Mitrovica, en Serbia) y lo envió de vuelta en 869, con jurisdicción sobre toda Moravia y Panonia y autorización para utilizar la liturgia eslava. Sin embargo, pronto murió el príncipe Ratislav y su sucesor no apoyó a Metodio. En 870, el rey franco Luis y sus obispos depusieron a Metodio en un sínodo celebrado en Ratisbona y lo encarcelaron durante algo más de dos años. El papa Juan VIII consiguió su liberación, pero le ordenó que dejara de utilizar la liturgia eslava. En 878, Metodio fue convocado a Roma acusado de herejía y de utilizar la liturgia eslava. Esta vez el Papa Juan se convenció de los argumentos que Metodio esgrimió en su defensa y lo envió de vuelta libre de todo cargo y con permiso para utilizar la liturgia eslava. El obispo carolingio que le sucedió, Wiching, suprimió la liturgia eslava y obligó a los seguidores de Metodio a exiliarse.

### Rus'

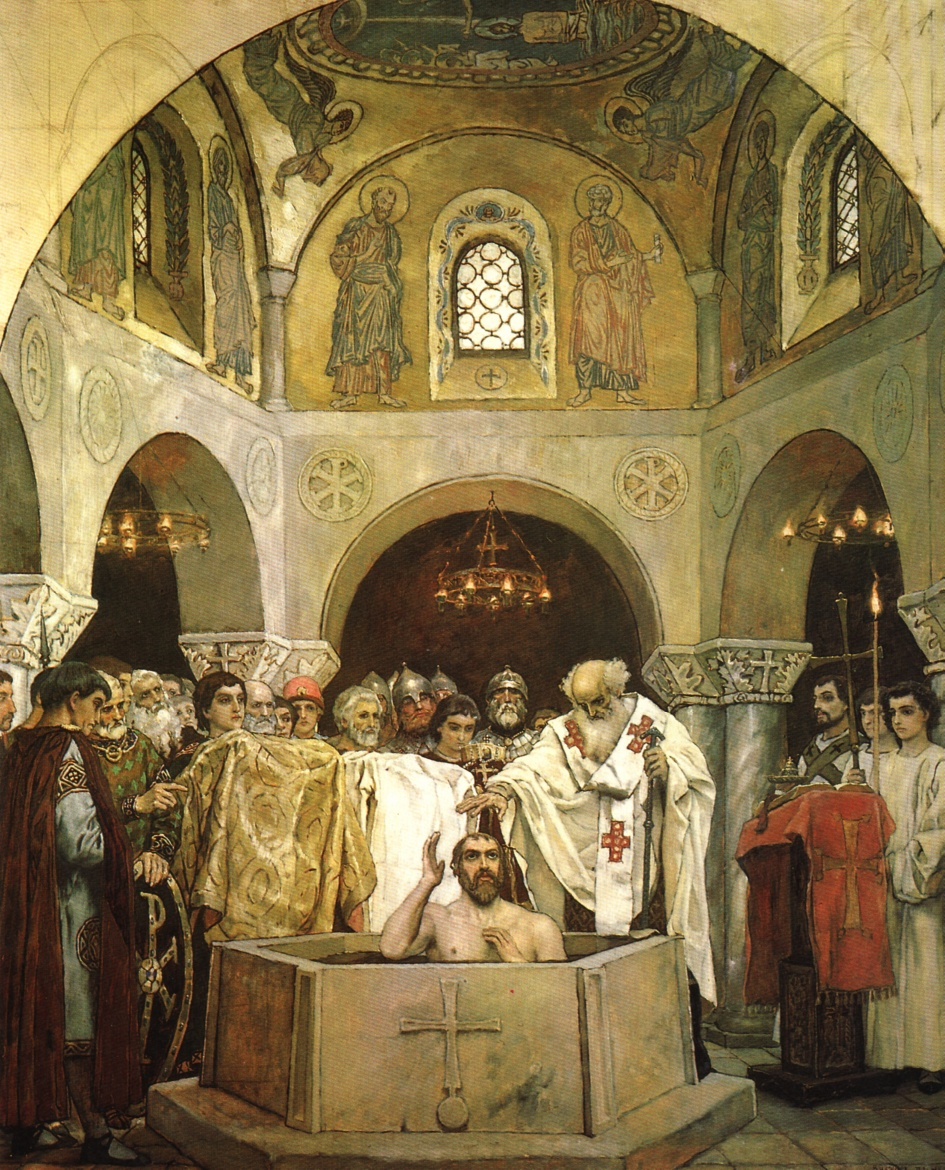
Bautismo de Vladimiro

Después de que el Primer Imperio Búlgaro se convirtiera al cristianismo, inició una masiva expansión misionera hacia el norte y el este. Como resultado, pudo convertir y ayudar a convertir a muchos pueblos eslavos orientales e introducir en ellos libros búlgaros y literatura eclesiástica en búlgaro, sobre todo a los rus' (rutenos), predecesores de bielorrusos, rusos y ucranianos/rusos. A principios del siglo XI, la mayor parte del mundo eslavo pagano, incluidas Rusia, Bulgaria y Serbia, se había convertido al cristianismo.
Entre los siglos VIII y XIII, la zona fue colonizada por la Rus de Kiev. Ya en el siglo IX se había intentado cristianizarlos con la  cristianización del kaganato de la Rus'. Los esfuerzos tuvieron éxito finalmente en el siglo X, cuando hacia 980 Vladimir el Grande fue bautizado en Chersonesos.

### China
Una misión altomedieval de la Iglesia Asiria de Oriente llevó el cristianismo a China, pero fue suprimido en el siglo IX. El cristianismo de esa época está conmemorado por la Estela nestoriana y la Pagoda Daqin de Xi'an.

## Línea de tiempo
- 822 -  Mojmir I de Moravia se convierte al cristianismo.
- 826 - Ansgar de Francia es enviado por la autoridad papal a Dinamarca como capellán real y misionero; Harald Klak es bautizado junto con 400 de sus seguidores en Maguncia[10]
- 828 - Se construye en Nitra la primera iglesia cristiana en la actual Eslovaquia. ]; los primeros misioneros llegan a la zona que hoy es la República Checa[11]
- 830 - El escocés Erluph está evangelizando en lo que hoy es Alemania cuando es asesinado por los vándalos[12]
- 849-865 Ansgar, Arzobispo de Bremen, "Apóstol del Norte", inició la evangelización del norte de Alemania, Dinamarca, Suecia.
- 855 Al  Antipapa Anastasio,  Luis II, Emperador del Sacro Imperio Romano Germánico lo nombró por encima del papa Benedicto III pero la presión popular provocó su retirada
- 859 - Ejecución de Eulogio, partidario de un testimonio cristiano de confrontación en España y otras sociedades dominadas por los musulmanes. Opuesto a cualquier sentimiento de afinidad con la cultura musulmana, Eulogio abogaba por utilizar una misiología de mártirdom para enfrentarse al islam.[13]
- 863 San Cirilo y San Metodio enviados por el Patriarca de Constantinopla para evangelizar a los pueblos eslavos. Traducen la Biblia al eslavo.
- 863 - Cirilo y Metodio son invitados por Rastislav a evangelizar en Gran Moravia y el  Principado del Balatón.[14]
- 864 - Conversión de Príncipe Boris de Bulgaria[15]
- 867 - Todas las tribus serbias son plenamente cristianizadas[16]
- 869-870 Cuarto Concilio de Constantinopla católico, condenado el Patriarca Focio, rechazado por ortodoxos
- 878 - Última referencia definitiva a cristianos en China antes de la era mongola
- 880 - Primer arzobispado eslavo establecido en Gran Moravia con Metodio a la cabeza; Biblia traducida al eslavo[17]
- 879-880  Cuarto Concilio de Constantinopla ortodoxo, restaurado Focio, condenado Papa Nicolás I y Esteban VI lleva a cabo juicio contra el muerto Papa Formoso, levantamiento público contra Esteban llevó a su encarcelamiento y estrangulamiento.
- 900 - Misioneros de la archidiócesis de Bremen-Hamburgo llegan a Noruega[17]